# Belledune
Belledune es un pueblo canadiense situado en la provincia de Nuevo Brunswick.

## Superficie
Belledune tiene una superficie de 189,18 km².

## Demografía
En 2021, tenía 1325 habitantes, una densidad poblacional de 7 hab./km², y 782 viviendas.